# Grotte di Castro
Grotte di Castro es una ciudad de unos 2857 habitantes, a 45 km de la capital provincial, Viterbo, en la región italiana del Lacio. 

## Origen del nombre
El término Grotte, "cueva" se deriva de la presencia de numerosas cavidades en la roca, mientras que "di Castro" se refiere al duque de Castro, señor de la ciudad en el siglo XVI.

## Eventos típicos
La manifestación más conocida es la "Sagra della Patata", que desde hace muchos años atrae a muchos turistas a Grotte di Castro. El festival está dedicado a los productos gastronómicos, que durante mucho tiempo se han cultivado en la zona. Se celebra en agosto. 
"I Sapori del Borgo", es el nombre de otra fiesta de la comida y el vino típicos del lugar que ha cobrado gran interés en los últimos años, celebrada por lo general durante la segunda quincena de julio. Creada para descubrir los sabores y las características más sorprendentes del país, permite un pintoresco paseo por el casco antiguo de la ciudad, descubriendo muestras de gastronomía del lugar, buscando recetas antiguas, de sencilla preparación, con los ingredientes de la gente humilde, pero ricos en sabor y autenticidad.  
Entre los diversos entrantes están los platos de pasta (por ejemplo, Pasta al Coregone, Sbroscia, Pappardelle al Cinghiale, Lilleri all'Amatriciana, Polenta con Bujone di Agnello e Maialem, etc.), segundos platos (Carpaccio di Coregone, Grigliata di Carne Mista, Lattarini, etc.) y vinos dulces de la zona (Aleatico y Fragolino entre otros). El itinerario se completa con mercados locales de productos típicos y de entretenimiento.

## Personajes famosos
- Carlo Salotti, cardenal. (1870-1947)

## Administración
- Alcalde: Piero Camilli desde el 7 de junio de 2009.

## Demografía
| Gráfica de evolución demográfica de Grotte di Castro entre 1861 y 2001 |
|                                                                        |
| Fuente ISTAT - elaboración gráfica de Wikipedia                        |

## Arte
En Grotte di Castro se pueden visitar ejemplos del legado etrusco como la Necrópolis de Pianezze. También es reseñable la Basílica di San Giovanni Battista.